# Dub u zámeckého statku
Dub u zámeckého statku v Lázních Kynžvart je památný strom, vysoký dub letní (Quercus robur) v okrese Cheb v Karlovarském kraji. Strom s téměř kulovitou korunou, tvořenou množstvím dlouhých šikmých či obloukovitě vystoupavých větví, který roste na východním konci kynžvartského zámeckého parku u hráze rybníka za zámeckým statkem. Jedná se o jeden z největších dubů v parku. Strom má měřený obvod 480 cm, výšku 37,5 m (měření 2010). Za památný byl vyhlášen v roce 1999 jako krajinná dominanta, strom významný stářím a vzrůstem, esteticky zajímavý a historicky důležitý strom.

## Stromy v okolí
- Lípa za kynžvartským kostelem
- Douglaska pod obeliskem dvou císařů
- Kynžvartský smrk
- Lípa u zámeckého pivovaru
- Pastýřský buk